# Сохраб Сепехри
Сохраб Сепехри (перс. سهراب سپهری‎‎; 7. октобар 1928 — 21. април 1980) био је ирански песник и сликар.
Рођен је у Кашану у Ирану. Сматра се једаним од пет најпознатијих иранских песника који су практиковали савремену поезију. Други следбеници ове врсте поезије били су Нима Јушиџ, Ахмад Шамлу, Мехди Ахаван-Салес и Фороуг Фарохзад.
Сепехри је такође био један од најранијих модерних сликара Ирана.
Добро упућен у будизам, мистицизам и западне традиције, он је мешао западне концепте са источним, стварајући неку врсту поезије непревазиђене у историји персијске књижевности. За њега су нови облици вокације били нови начини да изрази своје мисли и осећања.
Његова поезија преведена је на многе језике, укључујући енглески, француски, шпански, немачки, италијански, шведски, арапски, турски и руски. Салами је превео његове одабране песме на енглески језик 2003. године.
Сепехри је умро у болници Парс у Техерану од леукемије. Његова поезија је пуна човечности и бриге за људске вредности. Волео је природу и често је то помињао.

## Дела
- Hasht Ketab (Осам књига) 1976.
- Смрт боје 1951.
- Живот снова 1953.
- Нама ништа, нама поглед (није издата све до 1977).
- Пљусак Сунца 1958.
- Источно од туге 1961.
- Садашња оаза (1965, превели су је Казим Али и Мохамад Џафар Махалати 2013. године
- Путник 1966.
- Зелени простор 1967.

## Сохраб Сепехријев животни ток
- Рођен 1928. године у Кашану, Иран.
- Био је домаћин изложбе слика, Техеран, 1944. године.
- Објавио своју прву књигу поезије, коју је пратило још неколико књига исте године - 1951.
- Дипломирао је на ликовном универзитету са Б.А. дипломом у сликарству,Техеран - 1953.
- Преводио је јапанску поезију на персијски језик и објављивао је у књижевном часопису Сохан , 1955.
- Отпутовао је у Газвин и похађао Школу париске ликовне уметности у литографији 1957.
- Путовао је у Токио како би наставио студије у литографији и резбарењу дрвета 1960.
- На повратку у Иран из Јапана, посетио је Индију и упознао се са религијом будизма 1961.
- Објавио је три књиге у поезији 1960.
- Поново је отпутовао у Индију и посетио неколико градова и покрајина 1964.
- Путовао је у Пакистан и Авганистан 1964.
- Путовао је у Европу и посетио неколико земаља, међу којима су Немачка, Енглеска, Француска, Шпанија, Холандија, Италија и Аустрија 1966.
- Објавио је неколико дугих песама након што се вратио у Иран 1966.
- Био је домаћин изложбе слика у Техерану 1967.
- Објавио је још једну књигу поезије 1967. године.
- Путовао је у Грчку и Египат 1974.
- Објавио је своју последњу књигу под називом „Hasht Ketab“ (Осам књига), у којој је сабрао готово све своје објављене песме 1976.
- Разболео се од леукемије и отпутовао у Енглеску на лечење 1978.
- Нажалост, његов покушај да победи рак није му успео. Вратио се у Иран и умро у болници Парс у Техерану, у понедељак 21. априла 1980.

 Зов почетка 
Где су ми ципеле?
Да ли то неко зове Сохраба?
Познат је глас, као ваздух гранама дрвета.
Моја мајка спава.
И Манучехр и Парване, а можда и читав град.
Хордадска ноћ свира тужаљке у секундама времена.
Хладан поветарац са ивица покривача дува ми у сан
Осећам мирис путовања
Јастук ми је пун перја од песме славуја.
Долази јутро.
У води ове чиније
Промиче небо путовања.
Ваља ми кренути вечерас.
Кроз најотворенији прозор причам са људима овога краја
Нико о времену не говори.
Ни једне заљубљене очи не гледају земљу.
Нико са усхићењем не посматра врт.
Нико не узима озбиљно лет гаврана изнад поља.
Очај ми је велик као облак.
Угледах кроз прозор рајску хурију комшиницу моју за удају.
На земљи испод ретког нара
Молитве чита.
Постоји још нешто, уздрхтали тренуци
(На пример, песника видим.
Нетремице гледам око себе и у очима
Небеса ми расту.
Једне ноћи у мношву ноћи
Један човек ме упита:
До зрења грожђа, још колико има?)
Ваља ми кренути вечерас.
Ваља ми вечерас наћи кофер
У коме има места за моју једину кошуљу,
Узети га и кренути се
Међу дрвеће из песме,
У простор без речи што ме увек препозна.
Неко ме опет зовну: Сохрабе!
Гђе су ми ципеле?